# 威尼斯军械库
威尼斯军械库（義大利語：Arsenale di Venezia）是意大利威尼斯的历史建筑群，位于城堡区，原为国家造船厂和军械库，负责装备威尼斯的海军力量，很早即使用标准化零件进行大规模生产。
威尼斯军械库始建于1104年前后，威尼斯共和国时期，为工业革命之前欧洲最大的工业复合体。 它占地约45公顷，即威尼斯城市面积的15%。周围有2英里长的防御高墙，阻挡了人们的视线。
军械库生产威尼斯的大部分海上贸易船只，为该市带来经济财富和权力，直到1797年拿破仑征服威尼斯共和国。

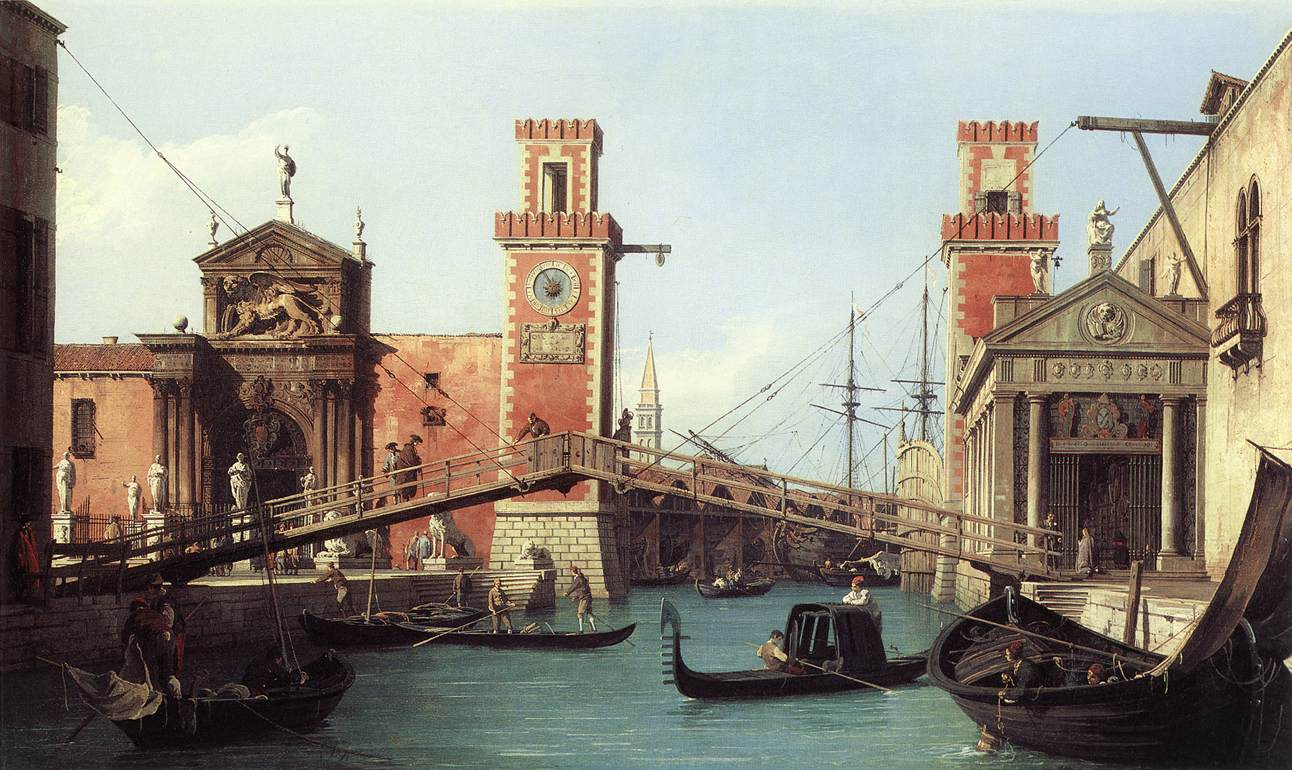
入口，1732年